# Ultima ratio regum

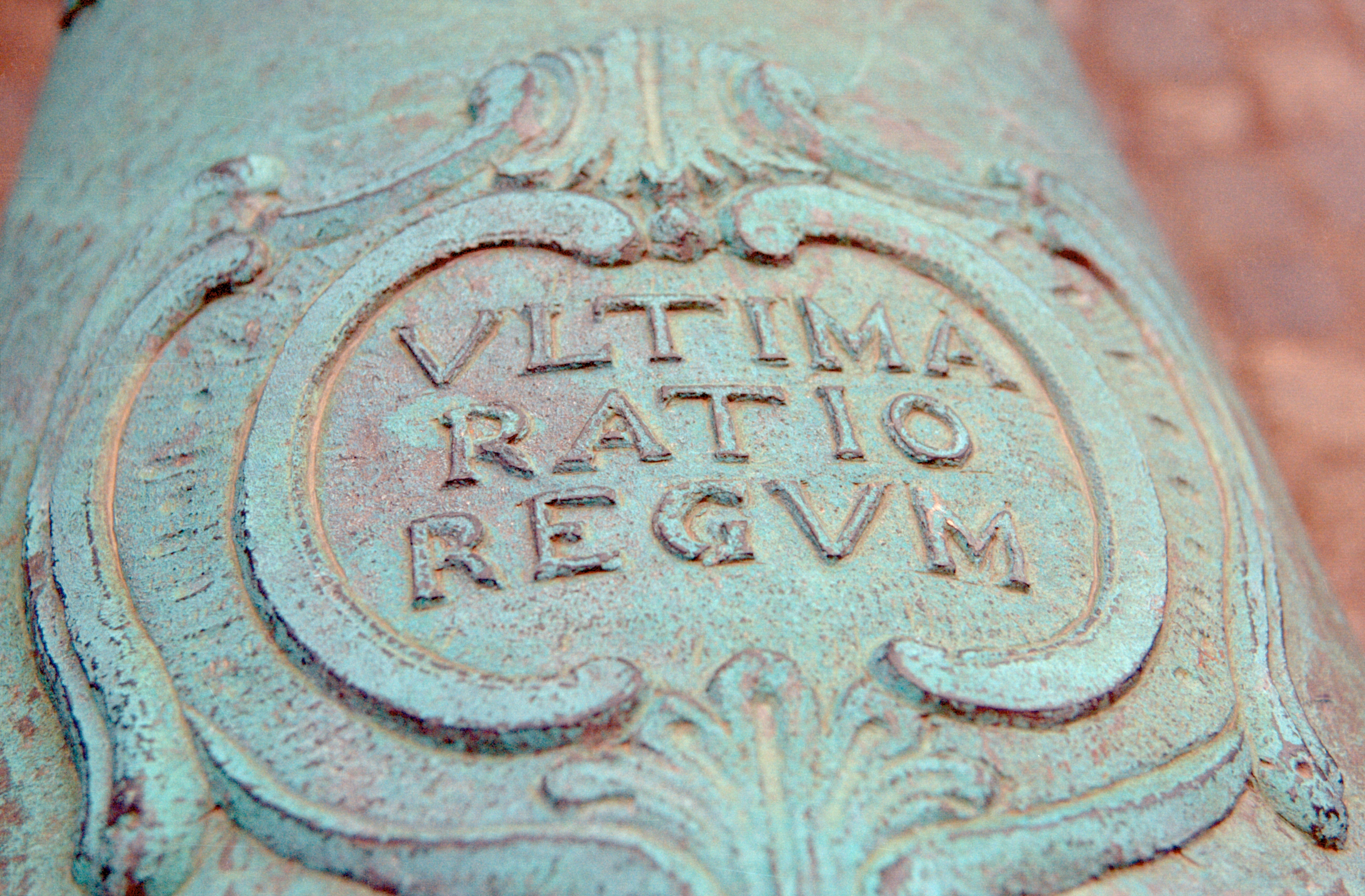
Napis na armacie w Muzeum Historii Wojska w Wiedniu

Ultima ratio regum (łac. „Ostatni argument królów”) – napis na francuskich armatach odlewanych za rządów Ludwika XIV od ok. 1650, zakazany przez Zgromadzenie Narodowe w 1796. Niemal 100 lat później w 1742 Fryderyk II Wielki wprowadził w Prusach swoją wersję napisu „ultima ratio regis” (łac. ostatni argument króla).